# Arambi Iemij
Arambi Iemij (rus: Арамбий Ибрагимович Емиж)  (Assokolai, 9 de febrer de 1953) és un judoka i lluitador de sambo rus, ja retirat, que va competir sota bandera de la Unió Soviètica durant les dècades de 1970 i 1980.
El 1980 va prendre part en els Jocs Olímpics d'Estiu de Moscou, on guanyà la medalla de bronze en la competició del pes extra lleuger del programa de judo.
En el seu palmarès també destaca una medalla de bronze al Campionat d'Europa de judo i un campionat nacional. Com a lluitador de sambo guanyà un campionat d'Europa i un de nacional.